# Psychoda lusca
Psychoda lusca és una espècie d'insecte dípter pertanyent a la família dels psicòdids.

## Descripció
- El mascle fa 0,95 mm de llargària a les antenes, mentre que les ales li mesuren 1,45 de longitud i 0,60 d'amplada.
- Les antenes del mascle presenten 15 segments (el núm. 14 és més petit que el 15).
- Ales amb 3 franges de color marró.
- La femella no ha estat encara descrita.
- Aquesta espècie és similar a Psychoda unioculata, llevat dels trets genitals.[2]

## Distribució geogràfica
Es troba a les illes Filipines: Palawan.